# Isla Aroha
La isla Aroha (en inglés: Aroha Island) es una pequeña isla cerca de Rangitane, que esta a cerca de 12 kilómetros (7,5 millas) por carretera desde Kerikeri en la bahía de las islas, Northland, Nueva Zelanda. Es propiedad y está gestionada por la institución Patrimonio nacional reina Isabel II y es uno de los principales hábitats del kiwi marrón de la isla Norte. Está vinculada con el continente a través de una calzada.